# MLS Cup 2014

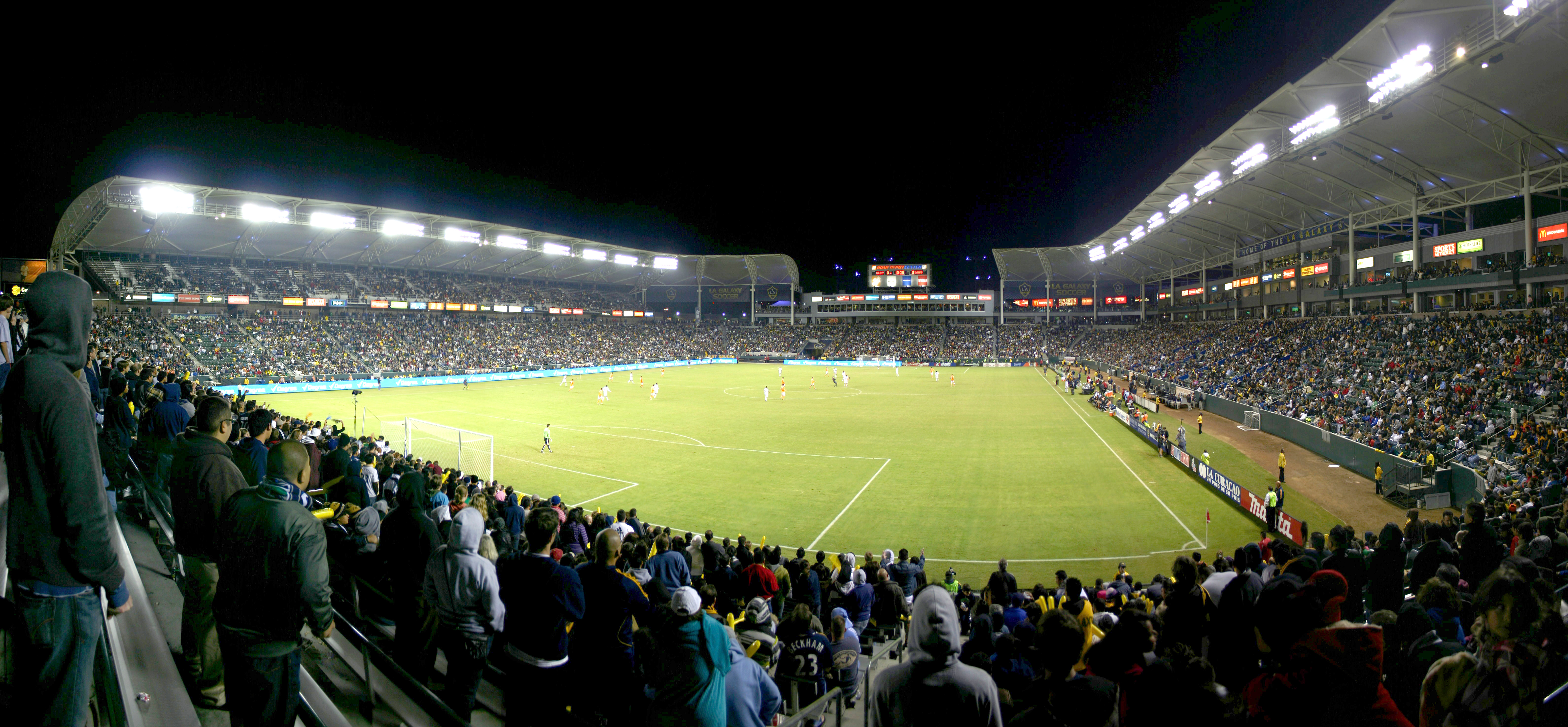
StubHub Center, sede de la final.

La MLS Cup 2014 fue la decimonovena final de la MLS Cup de la Major League Soccer de los Estados Unidos. El partido se jugó el 7 de diciembre en el StubHub Center en Carson, California. Fue protagonizada entre Los Angeles Galaxy y New England Revolution.
Los Angeles Galaxy conquistaron su quinta MLS Cup de toda su historia tras vencer en el tiempo extra por dos goles a uno al New England Revolution y clasificó a la fase de grupos de la Concacaf Liga Campeones 2015-16.

## Llave
| Los Angeles Galaxy 2 | New England Revolution 1 |

## El partido
| 18 | POR | Jaime Penedo    |       |
| 20 | DEF | A.J. DeLaGarza  |       |
| 4  | DEF | Omar Gonzalez   |       |
| 22 | DEF | Leonardo        |       |
| 14 | DEF | Robbie Rogers   | 91'   |
| 24 | MED | Stefan Ishizaki | 91'   |
| 8  | MED | Marcelo Sarvas  |       |
| 19 | MED | Juninho         | 96'   |
| 10 | MED | Landon Donovan  |       |
| 7  | DEL | Robbie Keane    | [ 3 ] |
| 11 | DEL | Gyasi Zardes    |       |
| DT | DT  | Bruce Arena     |       |

| 22 | POR | Bobby Shuttleworth |       |
| 2  | DEF | Andrew Farrell     |       |
| 5  | DEF | A.J. Soares        |       |
| 23 | DEF | José Gonçalves     |       |
| 8  | DEF | Chris Tierney      |       |
| 6  | MED | Scott Caldwell     | 58'   |
| 13 | MED | Jermaine Jones     |       |
| 10 | MED | Teal Bunbury       |       |
| 24 | MED | Lee Nguyen         | 90+1' |
| 11 | MED | Kelyn Rowe         |       |
| 9  | DEL | Charlie Davies     | 72'   |
| DT | DT  | Jay Heaps          |       |

| 9  | DEL | Alan Gordon    | 91' |
| 33 | DEF | Dan Gargan     | 91' |
| 6  | MED | Baggio Husidić | 96' |

| 16 | MED | Daigo Kobayashi | 58'   |
| 7  | DEL | Patrick Mullins | 72'   |
| 12 | MED | Andy Dorman     | 90+1' |

| Anotado | 52'  | Gyasi Zardes |
| Anotado | 111' | Robbie Keane |

| Anotado | 79' | Chris Tierney |  |

| Amonestado | 45+1' | Landon Donovan |
| Amonestado | 82'   | Robbie Rogers  |
| Amonestado | 92'   | Robbie Keane   |
| Amonestado | 113'  | Marcelo Sarvas |
| Amonestado | 113'  | Alan Gordon    |

| Amonestado | 62'  | Andrew Farrell |
| Amonestado | 113' | Jermaine Jones |

| Árbitro             | Mark Geiger        |
| Árbitros asistentes | Peter Manikowski   |
| Árbitros asistentes | Joe Fletcher       |
| Cuarto árbitro      | Armando Villarreal |

| 18 | POR | Jaime Penedo    |       |
| 20 | DEF | A.J. DeLaGarza  |       |
| 4  | DEF | Omar Gonzalez   |       |
| 22 | DEF | Leonardo        |       |
| 14 | DEF | Robbie Rogers   | 91'   |
| 24 | MED | Stefan Ishizaki | 91'   |
| 8  | MED | Marcelo Sarvas  |       |
| 19 | MED | Juninho         | 96'   |
| 10 | MED | Landon Donovan  |       |
| 7  | DEL | Robbie Keane    | [ 3 ] |
| 11 | DEL | Gyasi Zardes    |       |
| DT | DT  | Bruce Arena     |       |

| 22 | POR | Bobby Shuttleworth |       |
| 2  | DEF | Andrew Farrell     |       |
| 5  | DEF | A.J. Soares        |       |
| 23 | DEF | José Gonçalves     |       |
| 8  | DEF | Chris Tierney      |       |
| 6  | MED | Scott Caldwell     | 58'   |
| 13 | MED | Jermaine Jones     |       |
| 10 | MED | Teal Bunbury       |       |
| 24 | MED | Lee Nguyen         | 90+1' |
| 11 | MED | Kelyn Rowe         |       |
| 9  | DEL | Charlie Davies     | 72'   |
| DT | DT  | Jay Heaps          |       |

| 9  | DEL | Alan Gordon    | 91' |
| 33 | DEF | Dan Gargan     | 91' |
| 6  | MED | Baggio Husidić | 96' |

| 16 | MED | Daigo Kobayashi | 58'   |
| 7  | DEL | Patrick Mullins | 72'   |
| 12 | MED | Andy Dorman     | 90+1' |

| Anotado | 52'  | Gyasi Zardes |
| Anotado | 111' | Robbie Keane |

| Anotado | 79' | Chris Tierney |  |

| Amonestado | 45+1' | Landon Donovan |
| Amonestado | 82'   | Robbie Rogers  |
| Amonestado | 92'   | Robbie Keane   |
| Amonestado | 113'  | Marcelo Sarvas |
| Amonestado | 113'  | Alan Gordon    |

| Amonestado | 62'  | Andrew Farrell |
| Amonestado | 113' | Jermaine Jones |

| Árbitro             | Mark Geiger        |
| Árbitros asistentes | Peter Manikowski   |
| Árbitros asistentes | Joe Fletcher       |
| Cuarto árbitro      | Armando Villarreal |

|                                      |
|                                      |
| Campeón Los Angeles Galaxy 5º título |